# Martin Faust
Pour les articles homonymes, voir Faust (homonymie).
Martin Faust (Poughkeepsie, État de New York (États-Unis), 16 janvier 1886 – Los Angeles, Californie (États-Unis), 20 juillet 1943), est un acteur et réalisateur américain.

## Filmographie partielle

### comme acteur
- 1918 : The Woman the Germans Shot de John G. Adolfi
- 1923 : Sa patrie (The Silent Command) de  J. Gordon Edwards : Cordoba
- 1935 : Charlie Chan à Paris (Charlie Chan in Paris) de Lewis Seiler :  Airport Cabbie (non crédité)
- 1935 : Le Petit Colonel (The Little Colonel) de David Butler :     Frontiersman (non crédité)
- 1935 : Ville sans loi (Barbary Coast) de Howard Hawks : Boat Passenger (non crédité)
- 1939 : Pacific Express (Union Pacific) de Cecil B. DeMille : Railwayman (non crédité)
- 1939 : La Tour de Londres (Tower of London) de Rowland V. Lee : Dighton (non crédité)
- 1941 : Par la porte d'or (Hold Back the Dawn) de Mitchell Leisen :  Gas Station Attendant (non crédité)
- 1941 : La Charge fantastique (They Died with Their Boots On) de Raoul Walsh :  Officer (non crédité)
- 1942 : L'Agent invisible contre la Gestapo (Invisible agent) d'Edwin L. Marin : Nazi Assassin (non crédité)